# Nowa Wieś Ełcka (gromada)
Nowa Wieś Ełcka – dawna gromada, czyli najmniejsza jednostka podziału terytorialnego Polskiej Rzeczypospolitej Ludowej w latach 1954–1972.
Gromady, z gromadzkimi radami narodowymi (GRN) jako organami władzy najniższego stopnia na wsi, funkcjonowały od reformy reorganizującej administrację wiejską przeprowadzonej jesienią 1954 do momentu ich zniesienia z dniem 1 stycznia 1973, tym samym wypierając organizację gminną w latach 1954–1972.
Gromadę Nowa Wieś Ełcka z siedzibą GRN w Nowej Wsi Ełckiej utworzono – jako jedną z 8759 gromad – w powiecie ełckim w woj. białostockim, na mocy uchwały nr 13/V WRN w Białymstoku z dnia 4 października 1954. W skład jednostki weszły obszary dotychczasowych gromad Barany, Chruściele, Maleczewo, Mącze (z wyłączeniem obszaru maj. Szarek), Mąki, Nowa Wieś Ełcka i Szarejki ze zniesionej gminy Nowa Wieś Ełcka, obszar dotychczasowej gromady Niekrasy ze zniesionej gminy Bajtkowo oraz obszary dotychczasowych gromad Zdunki i Bobry (z wyłączeniem obszaru majątku Bobry) ze zniesionej gminy Prostki w tymże powiecie. Dla gromady ustalono 16 członków gromadzkiej rady narodowej.
1 stycznia 1958 do gromady Nowa Wieś Ełcka włączono wieś Borki (lecz bez PGR-u Borki) oraz obszar lasów państwowych leśnictwa Bajtkowo ze znoszonej gromady Sokółki w powiecie grajewskim w tymże województwie. Utworzyło to specyficzny wydłużony klin na południu powiatu ełckiego.
1 stycznia 1972 do gromady Nowa Wieś Ełcka przyłączono obszar zniesionej gromady Suczki oraz Państwowy Ośrodek Hodowli Zarodowej Ruska Wieś oraz część lasów państwowych Nadleśnictwa Ełk obręb Talusy o powierzchni 101,95 ha, obejmującą oddziały Nr Nr 257—261 ze znoszonej gromady Mołdzie; równocześnie z gromady Nowa Wieś Ełcka wyłączono wieś Chruściele włączając ją do nowo utworzonej gromady Ełk.
Gromada przetrwała do końca 1972 roku, czyli do kolejnej reformy gminnej.